# 刘富春
刘富春（1905年—），男，山东夏津人，中华人民共和国政治人物，曾任中共莱芜市委副书记、莱芜市人民政府市长，第十届全国人大代表。